# Spoorlijn Loudun - Châtellerault
De spoorlijn Loudun - Châtellerault was een Franse spoorlijn van Loudun naar Châtellerault. De lijn was 49,4 km lang en had als lijnnummer 573 000.

## Geschiedenis
De lijn werd geopend door de Administration des chemins de fer de l'État op 19 september 1886.
Na het vernietigen van de spoorbrug over de Vienne in augustus 1944 was er niet langer doorgaand verkeer mogelijk. Na het herstellen van de brug in 1954 was er doorgaand goederenverkeer. Tussen Lencloître en Châtellerault-Châteauneuf werd dit opgeheven op 6 september 1980, tussen Le Bouchet en Lencloître op 1 juni 1987 en tussen Loudun en Le Bouchet in 2010. Het goederenverkeer voor de bediening van het militaire kamp en de fabriek van Thales was in 2000 al stilgelegd.

## Aansluitingen
In de volgende plaatsen was er een aansluiting op de volgende spoorlijnen:
Loudun
RFN 525 000, spoorlijn tussen Les Sables-d'Olonne en Tours
Châtellerault
RFN 570 000, spoorlijn tussen Paris-Austerlitz en Bordeaux-Saint-Jean

## Galerij

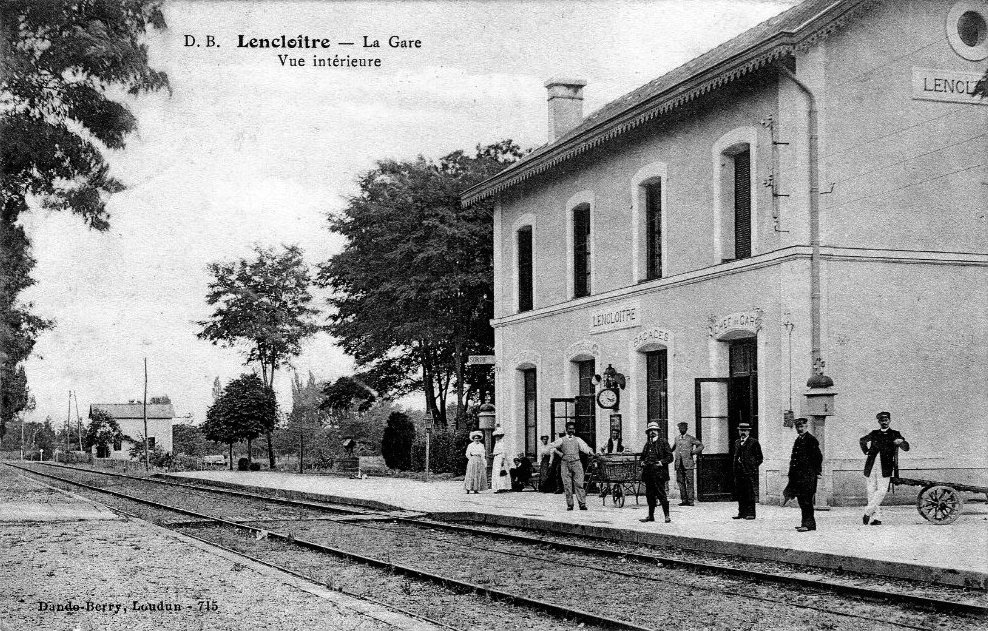
Station Lencloître rond 1900.
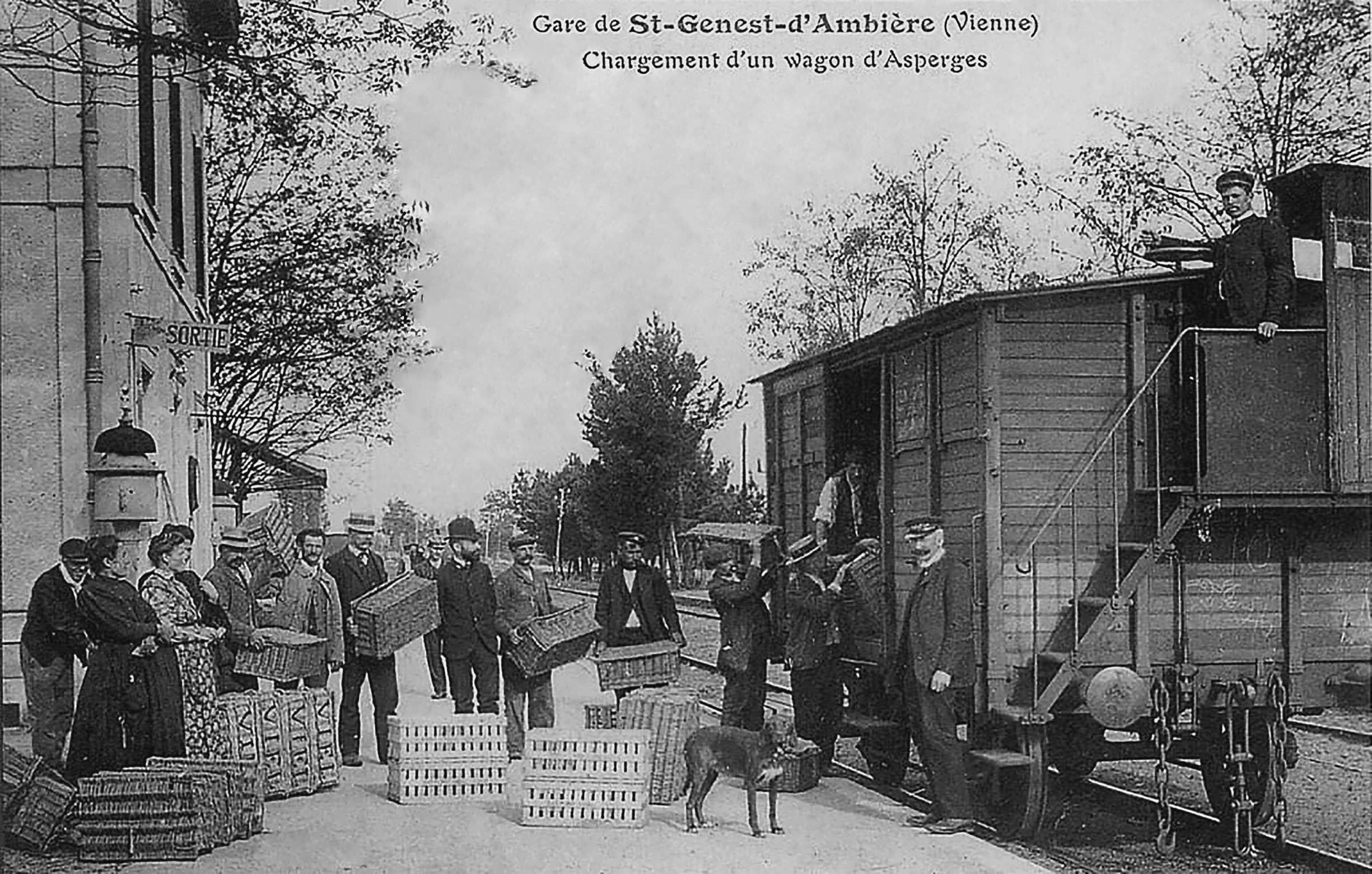
Station Saint-Genest-d’Ambière begin 19e eeuw.
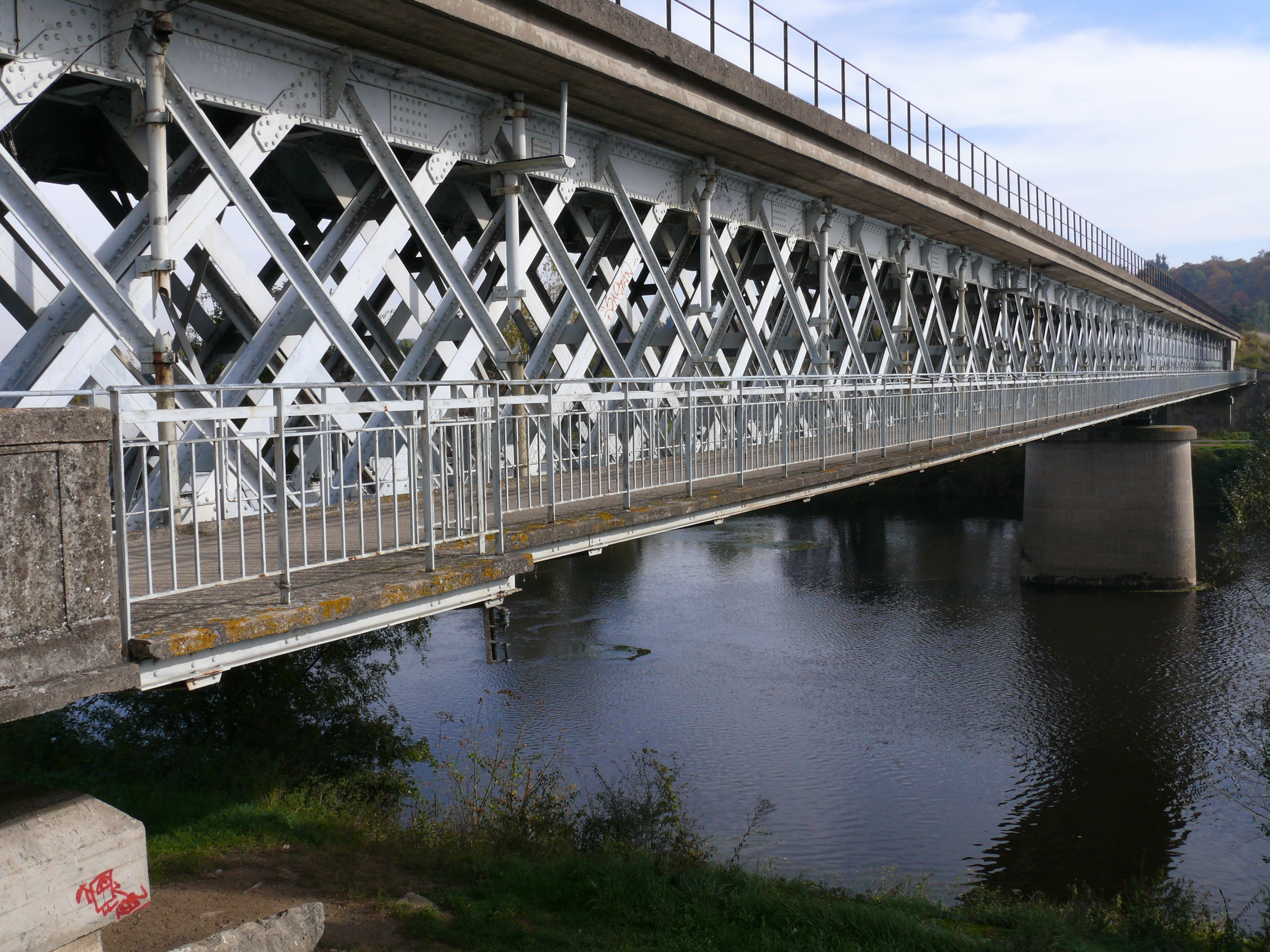
Viaduct over de Vienne bij Châtellerault.
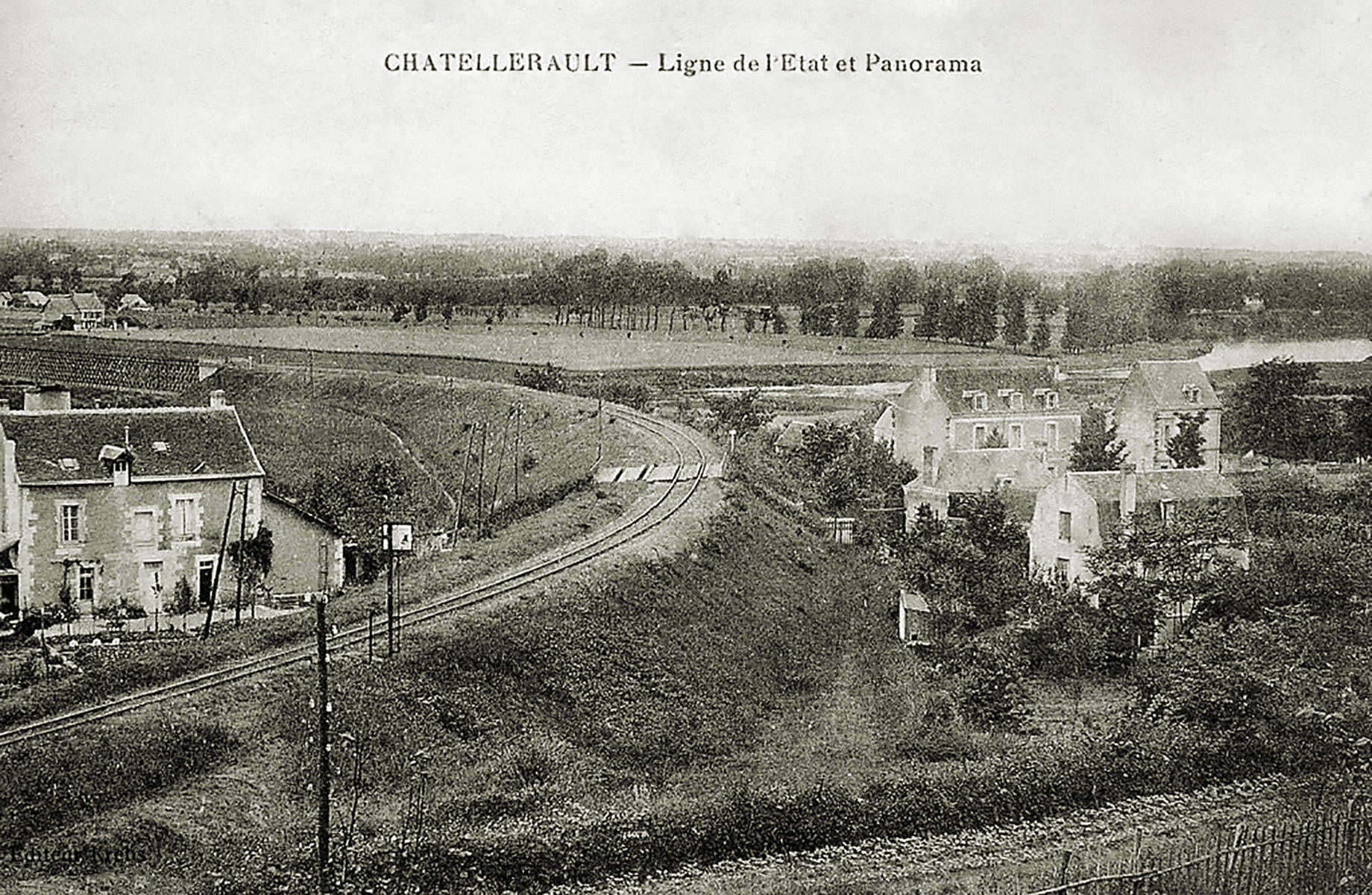
Talud vlak voor station Châtellerault. Dubbelspoor was hier voorzien.